# White Lake Township (Michigan)

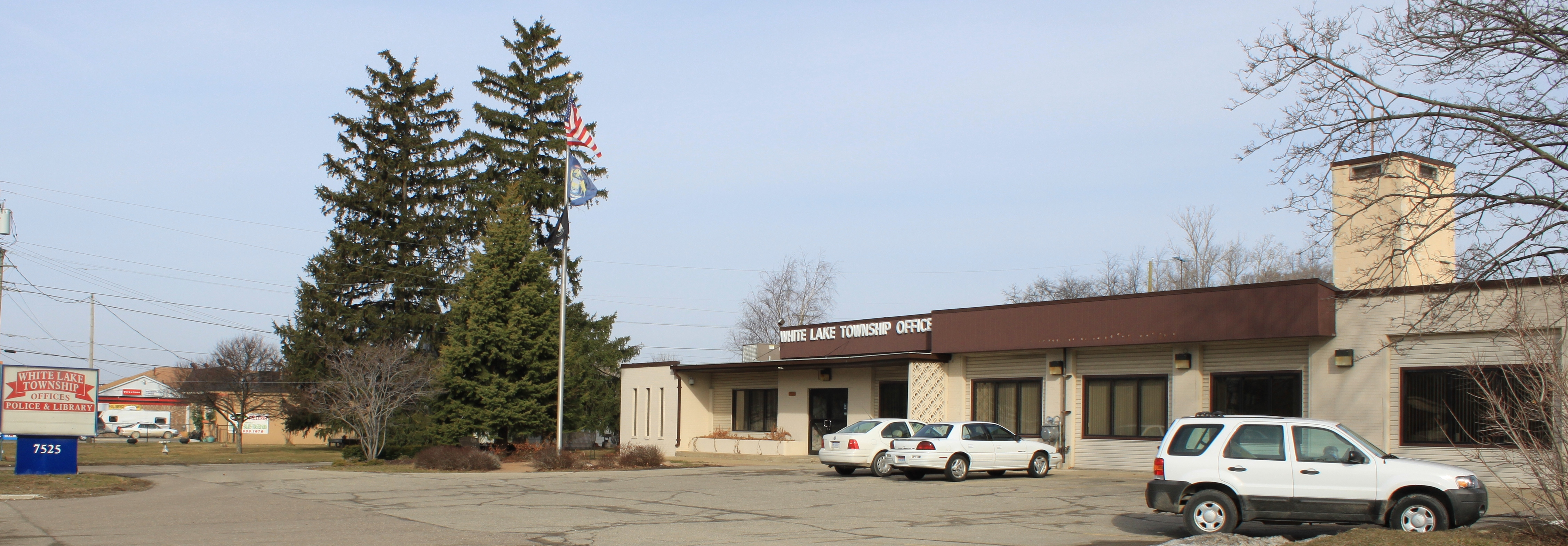
White Lake Township Office (2011)

White Lake Township ist ein Charter Township in Oakland County im US-Bundesstaat Michigan. Das U.S. Census Bureau hat bei der Volkszählung 2020 eine Einwohnerzahl von 30.950 ermittelt. 
Es ist ein Vorort von Detroit, der gelegentlich nur White Lake genannt wird und die offizielle Bezeichnung Charter Township of White Lake trägt, um zu verdeutlichen, dass die Township über erweiterte Kommunalrechte verfügt. In der Volkszählung im Jahr 2010 wies die Township 30.019 Einwohner auf.
Der Township wurde 1836 als ein Township von Oakland County etabliert. In seinen Grenzen befinden sich die drei Gemeinden East White Lake, Oxbow und White Lake. Der Fluss Huron River entspringt in White Lake Township.

## Persönlichkeiten
- Grace Stark (* 2001), Hürdenläuferin